# Николај Подгорни
Николај Викторович Подгорни (рус. Никола́й Ви́кторович Подго́рный, укр. Микола Вікторович Підгорний; Карловка, 18. фебруар 1903 — Москва, 12. јануар 1983) био је совјетски и украјински политичар. Служио је као први секретар КП Украјине од 1957. до 1963. и председник Совјетског Савеза од 1965. до 1977. године. Након опадања моћи Алексеја Косигина, Подгорни је био други најутицајнији човек у Совјетском Савезу све до пензионисања 1977. године.

## Биографија
Рођен је 1903. године у Карловки, данашња Украјина, у радничкој породици. До Руске револуције 1917. радио је у обртничким радионицама, након чега је био један од оснивача ћелије Комсомола у Карловки. Био је секретар Комсомола од 1921. до 1923, 1926. је дипломирао у локалној радничкој школи, а 1931. дипломирао на Институту за прехрамбену индустрију у Кијеву. Године 1930. примљен је у чланство Свесавезне комунистичке партије (бољшевика). Током 1930-их радио је као инжењер у неколико фабрика, а 1939. постављен је за заменика народног комесара за прехрамбену индустрију Украјинске ССР. Наредне године је постао заменик народног комесара за прехрамбену индустрију Совјетског Савеза.
За време Другог светског рата радио је као директор Техничког института за прехрамбену индустрију у Москви, а након ослобођења Украјине, вратио се и био активан у украјинској политици. Полако напредујући у украјинској политици, 1957. постао је први секретар Комунистичке партије Украјине и био на челу Партије до 1963. године. Током његовог мадната извршена је масовна реорганизација и модернзиација Украјине, која је претрпела велику штету током рата. Подгорни је 1960. постао пуноправни члан Политбироа КПСС и тако се пробио у сфере савезне политике под заштитом тадашњег вође Никите Хрушчова. Био је познат као један од најлибералнијих политичара у совјетском политичком врху.

### Председник Совјетског Савеза
Леонид Брежњев је 1964. након уклањања Хрушчова с места вође Совјетског Савеза формирао колективно руководство, у којем је он био генерални секретар КПСС, Алексеј Косигин премијер, а Анастас Микојан председник Совјетског Савеза. Подгорни је током борби за моћ тада пао у немилост новог руководства, те је уклоњен из чланства Секретаријата КПСС. Пошто је Микојан због старости и болести ослобођен функције председника наредне године, на његово место постављен је Подгорни. Та је функција била у ствари церемонијална и није имала посебног значаја. То је означило крај његових претензија на место првог секретара у Секретаријату. Тих је година у совјетском руководству превладала конзервативна струја на челу с Брежњевим, чијим је припадником био и већи део чланства Политбироа, док су Косигин и Андреј Кириленко и даље остали либерално оријентисани чланови Политбироа.
Подгорнијев председнички мандат обележила је велика дипломатска активност. Одржавао је контакте с египатским руководством током Шестоденвног рата 1967. и исте године био у посети папи Павлу VI у духу остполитике; резултат је било побољшање положаја Римокатоличке цркве у Источном блоку. Године 1971. посетио је Народну Републику Кину и Северни Вијетнам, Косигин Канаду, а Брежњев Југославију. Подгорни је често ишао у посету Северном Вијетнаму и развијао совјетско-вијетнамске односе. Године 1973. посетио је Финску и Авганистан.
Брежњев је средином 1970-их почео да води либералнију спољну политику због чега је постао непопуларан међу конзервативном струјом у Политбироу (његова посета Југославији, договори око смањења наоружања, форсирање приближавања две Немачке,…). Подгорни је с друге стране био све популарнији, али је остао задовољан својом функцијом, поготово након проширења овласти од стране Врховног совјета.

### Пад с власти
Усвајањем новог совјетског устава 1977. године, де јуре је потврђена водећа улога Комунистичке партије у совјетском друштву, односно да је секретар КПСС уједно и вођа државе. Тиме је Подгорнијева функција и званично остала церемонијална. Исте је године гласањем Централног комитета КПСС Подгорни 24. маја уклоњен из чланства Политбироа, а 16. јуна изгубио и функцију председника Президијума. Задржао је само место у Врховном совјету, али се више није појављивао у медијима. Виђен је на прослави 61. годишњице Октобарске револуције 1978, након чега је убрзо изгубио и место у Врховном совјету.
Умро је од рака 12. јануара 1983. и сахрањен на гробљу Новодевичју у Москви.
Носилац је многих совјетских и страних одликовања.